# Robert R. Locke
Robert R. Locke (* 19. Februar 1932 in Montebello) ist ein amerikanischer Historiker, Ökonom und Professor (emeritus) für Business History.

## Leben
Robert R. Locke kam am 19. Februar 1932 in Montebello als Sohn von John W. Locke und dessen Frau Kathrine Locke (geb. Petty) zur Welt.
Er war von 1949 bis 1952 bei der US Air Force.
Ab 1953 studierte er an der University of California und erhielt dort 1956 einen Bachelor-Abschluss. Im Jahr 1965 wurde er dort auch promoviert. Er war ein Fulbright-Stipendiat und arbeitete sowohl in Deutschland als auch in England. Seit 1974 ist er an der University of Hawaii Manoa derzeit als Professor emeritus tätig. Er lehrte außerdem am European Institute for Advanced Studies in Management in Brüssel, an der London School of Economics sowie an der University of Reading.
Locke ist zum zweiten Mal verheiratet und hat zwei Kinder.

## Werk
Robert R. Locke forscht insbesondere zur Geschichte der Managementausbildung in den USA, Großbritannien, Deutschland, und Japan. Seine Arbeiten, teilweise auch in deutscher Sprache veröffentlicht, gelten als wegweisend für den Vergleich zwischen der Betriebswirtschaftslehre und der amerikanischen Management-Lehre. Sie beeinflussen dabei insbesondere die Betrachtung der deutschen Wirtschaftsausbildung im englischsprachigen Ausland.

## Schriften (Auswahl)
- The End of the Practical Man: Entrepreneurship and Higher Education in Germany, France, and Great Britain, 1880–1940, Jai Press 1984
- Management and Higher Education since 1940: The Influence of America and Japan on West Germany, Great Britain, and France, Cambridge University Press 1989
- The Collapse of the American Management Mystique, Oxford University Press 1996
- The Entrepreneurial Shift: Americanization in European High-Technology Management Education (mit Katja Schöne), Cambridge University Press 2011
- Confronting Managerialism: How the Business Elite and their Schools threw our Lives out of Balance, Economic Controversies 2011
- Management-Ausbildung im US-amerikanisch-deutschen Vergleich. In: Ideengeschichte der BWL. ABWL, Organisation, Personal, Rechnungswesen und Steuern (Hrsg. Matiaske Wenzel; Wolfgang Weber), Springer Gabler 2018,
- Appreciating Mental Capital: What and Who Economists Should Also Study Published 1 Feb 2015 by WEA Books